# It's a Gift
It's a Gift é um filme de comédia norte-americano de 1934, estrelado por W. C. Fields e dirigido por Norman Z. McLeod.